# Konice
Konice (deutsch Konitz) ist eine Stadt in Tschechien. Sie liegt 18 Kilometer nordwestlich von Prostějov im Drahaner Bergland und gehört zum Okres Prostějov.

## Geographie
Konice befindet sich im Norden des Drahaner Berglandes im Tal der Romže. Nachbarorte sind Ladín, Březsko und Michnov im Norden, Ochoz im Nordosten, Vyšehrad, Zavadilka und Budětsko im Osten, Štarnov im Südosten, Křemenec und Runářov im Süden, Skřípov und Šubířov im Westen sowie Dzbel und Jesenec im Nordwesten.

## Geschichte
Die erste urkundliche Erwähnung von Konice stammt aus dem Jahre 1200. Besitzer des Ortes war am Ende des 12. Jahrhunderts Adam z Choliny. Nach den Adelsfamilien von Helfstein, Cimburk und Tovačov folgten die Schwabenitzky, die Konice von 1434 bis 1655 hielten. 1446 erhielt der Markt Konice Markt das Recht zur Führung eines Siegels. 1699 kaufte das Kloster Hradisko den Besitz und der Abt Norbert Želecký von Počenice ließ umfangreiche Baumaßnahmen durchführen, zu denen der Neubau der Kirche Maria Geburt und der Bau eines Schlosses anstelle der alten Feste gehörte.
Nach der Säkularisation des Klosters im Zuge der Josephinischen Reformen von 1784 fiel Konice an den Religionsfonds, aus dem der Brünner Fabrikant Karel Příza 1825 den Besitz erwarb. Das Schloss mit dem zugehörigen Grundbesitz gehörte bis 1945 der Familie Příza.
Seit der 2. Hälfte des 19. Jahrhunderts war Konitz Sitz eines Gerichtsbezirkes im politischen Bezirk Littau.
Im Jahre 1970 wurde Konice zur Stadt erhoben.

## Ortsgliederung
Die Stadt Konice besteht aus den Ortsteilen Čunín (Tschunin), Konice (Konitz), Křemenec (Kremnitz), Ladín (Ladin), Nová Dědina (Neudorf b. Konitz) und Runářov (Runarz).

## Sehenswürdigkeiten
- Schloss Konice, erbaut zwischen 1703 und 1705 vom Olmützer Baumeister Lukas Glöckel als Sommerresidenz für den Abt des Klosters Hradisko Norbert Želecký von Počenic, dient heute als städtisches Kulturzentrum
- Statue des Hl. Florian, am Schloss 1740 von Andreas Zahner geschaffen
- Statue des Hl. Johannes von Nepomuk, auf dem Mark, 1717 errichtet
  - Statue des Hl. Florian aus dem Jahre 1733, in der Altstadt
- Kirche Maria Geburt, das 1371 erstmals belegbare Bauwerk wurde zwischen 1699 und 1709 im Auftrag des Abtes Norbert Želecký neu errichtet, in der Kapelle der Schmerzhaften Jungfrau Maria befindet sich die Grablege der Familie Schwabenitzky
- Friedhofskirche Johannes des Täufers, seit 1560 nachweisbar

## Söhne und Töchter der Stadt
- Jan Březina (* 1954), Politiker
- Petr Oslzlý (* 1945), Dramaturg, Drehbuchautor und Schauspieler
- Pavel Trávníček (* 1950), Schauspieler
- Miloslav Vlček (* 1961), Politiker